# Paray-le-Monial
Paray-le-Monial ist eine französische Stadt im Département Saône-et-Loire in der Region Bourgogne-Franche-Comté. Paray-le-Monial hat 9256 Einwohner (Stand 1. Januar 2022) und erstreckt sich über eine Fläche von ca. 25 km2. Die Stadt liegt am Fluss Bourbince sowie am parallel verlaufenden Schifffahrtskanal Canal du Centre. Bekannt ist Paray-le-Monial durch die Prioratskirche Sacré-Cœur. In Paray betreibt die Gemeinschaft Emmanuel eine Missionsschule.

## Geschichte

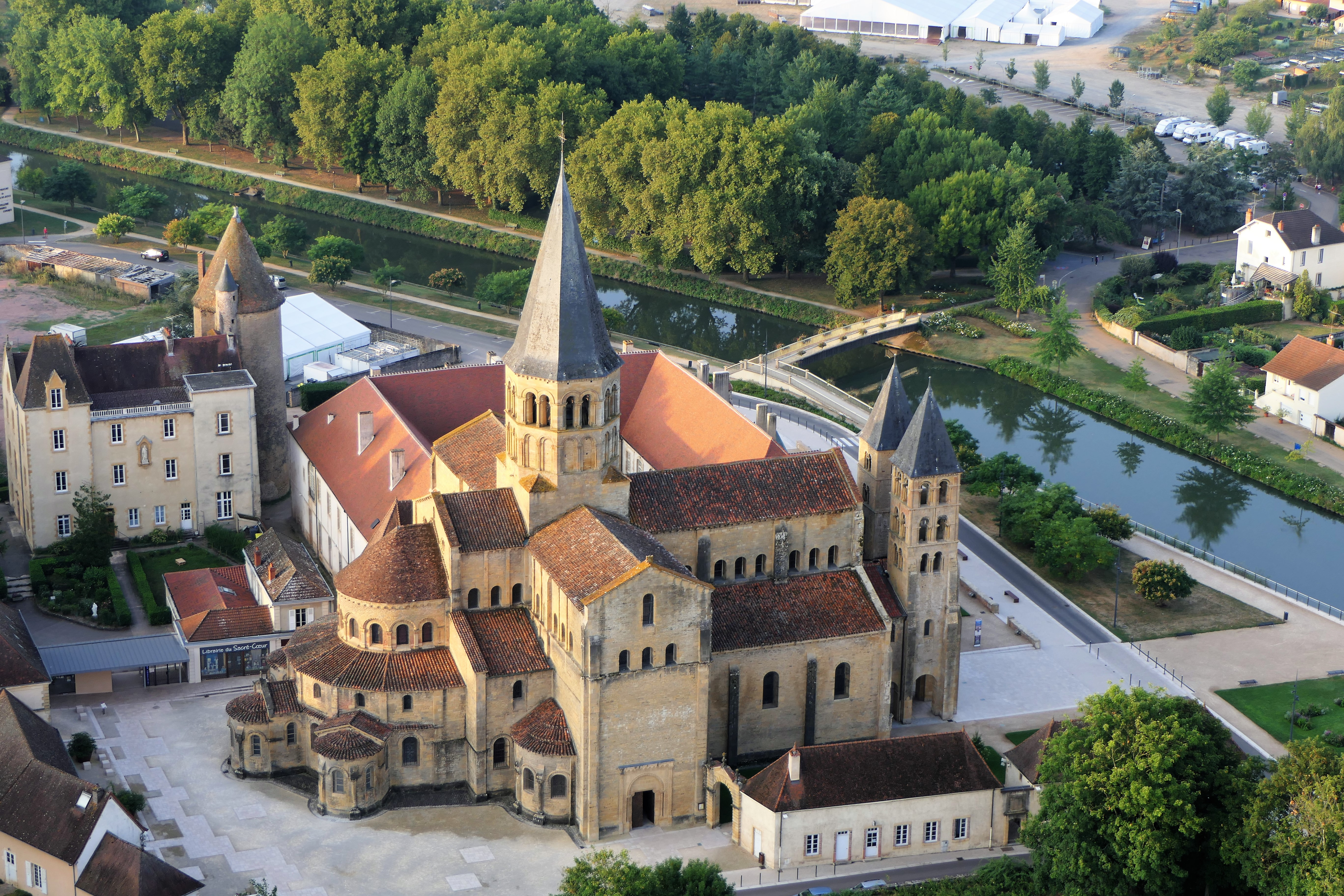
Basilika Sacré-Coeur an der Bourbince

Als Gründer des Orts gilt Lambert, Sohn des Vicomte Robert von Autun, einem Getreuen König Karls III., und seit 968 Graf von Chalon. Mit Maiolus, dem Abt des Benediktinerklosters Cluny, legte er den Grundstein für eine fromme Stiftung. In einem als Val d’Or bezeichneten Tal wurden auf einem Hügel (im heutigen Ortsteil Survaux) eine Kirche und ein Priorat erbaut. Lambert, drei Bischöfe und zahlreiche Mönche namen an der Weihe im Jahr 977 teil. Der Fürstbischof und Abt Odilo von Cluny ließ am Ufer der Bourbince eine weitere Kirche errichten, die am 9. Dezember 1004 geweiht wurde, und siedelte dort Mönche an. Er ließ die Reliquien des „heiligen“ Gratus von Aosta dorthin bringen; diese wurden bis dahin auf der Île Saint-Laurent in Chalon aufbewahrt, wo Gratus gestorben war. Odilos Nachfolger Hugo von Cluny hielt diese zweite Kirche für unzureichend und ließ sie umbauen und vergrößern. Die Architekten, Künstler und Handwerker, die die Abteikirche von Cluny gebaut hatten, errichteten in Anlehnung an dieses Vorbild eine Basilika, deren Weihe im Jahr 1107 erfolgte.
An der Kirche auf dem Hügel wie auch an jener am Fluss entstanden Ansiedlungen. Die beiden Gemeinden verschmolzen im 11. Jahrhundert miteinander, was als eigentlicher Beginn des Orts Paray angesehen wird.
Im Jahr 1250 wurde der Ort von Räubern heimgesucht, die von der Bevölkerung wieder vertrieben werden konnten. 1262 waren in Paray 20 Mönche ansässig, deren Zahl sich bis 1381 kaum erhöhte. Gegen Ende des Mittelalters schwand der bis dahin schützende Einfluss von Cluny. Im Verlauf des Hundertjährigen Kriegs wurde eine erste Stadtmauer errichtet, um den Ort vor plündernden Söldnern zu schützen.
Paray lag am Rand der Grafschaft Charolais und damit des Herzogtums Burgund. Das Verhältnis Burgunds zum Bourbonnais war angespannt, da die Burgunder den Engländer Heinrich VI. unterstützten, der 1422 den französischen Thron beanspruchte und 1431 zum König von Frankreich gekrönt wurde. 1423 wurde in Paray ein Waffenstillstand geschlossen, was die Lage nur vorübergehend verbesserte. Der Ort wurde zu einem Zentrum des Widerstands gegen Frankreich und beherbergte bald eine bedeutende Garnison. In den Jahren 1437 und 1439 konnte Paray gegen Alexander von Bourbon und Antoine de Chabannes verteidigt werden. 1471 plünderten die Truppen Ludwigs XI. Paray und zündeten den Ort an. Nach dem Frieden von Senlisas (1493) fiel der Charolais durch die Vermählung Maria von Burgunds mit Maximilian von Österreich an die Habsburger, verblieb jedoch unter der Lehenshoheit und im Rechtsbereich der französischen Krone.
In den Jahren 1347 bis 1349 und erneut im Jahr 1438 wütete in Paray die Pest. Um 1540 gestattete König Franz I. den Bau einer neuen Stadtmauer, die der vergrößerten Ausdehnung des Orts Rechnung trug. Sie umfasste acht Türme, von denen vier mit Stadttoren versehen waren. In diesen Befestigungsring wurde das für die Aufenthalte der Äbte von Cluny ab 1480 errichtete Schloss integriert. Die Mauer verschwand mangels Nutzen und Unterhalt nach und nach im 18. Jahrhundert, um 1890 wich das Schloss dem Maison de Chapelains.
1894 wurde in Paray-le-Monial der 10. Eucharistische Weltkongress gefeiert, zu dem Zehntausende Katholiken in die Stadt kamen.

## Wirtschaft
1870 wurde am Canal du Centre die Usine des Carrelages Céramiques gegründet. Gründe für die Ansiedlung des Fliesenwerks in Paray waren nahe Tonvorkommen und die guten Transportmöglichkeiten mit Booten und der Bahn. Vom nahen Bahnhof wurde ein Anschlussgleis zur Fabrik gelegt. Da die Brennöfen viel Kohle benötigten, war zudem die Nähe des Kohlenreviers Blanzy vorteilhaft. In ihren besten Zeiten beschäftigte die ab 1921 in  Cérabati umbenannte Firma bis zu 850 Personen. Deren Nachfolger aus den 1990er Jahren, die Firma Paray-Céramique, stellte 2005 die Produktion ein.
Seit 1904 ist Paray-le-Monial Sitz des Baustoffherstellers Fauchon Baudot, der sich auf feuerfeste Materialien spezialisiert hat. Die Werksanlagen liegen auf dem Gelände einer ehemaligen Ziegelei unmittelbar am Canal du Centre.

## Verkehr
Paray-le-Monial liegt an den Nationalstraßen N 70 (Paray-le-Monial–Montchanin) und N 79 (Moulins–Mâcon).

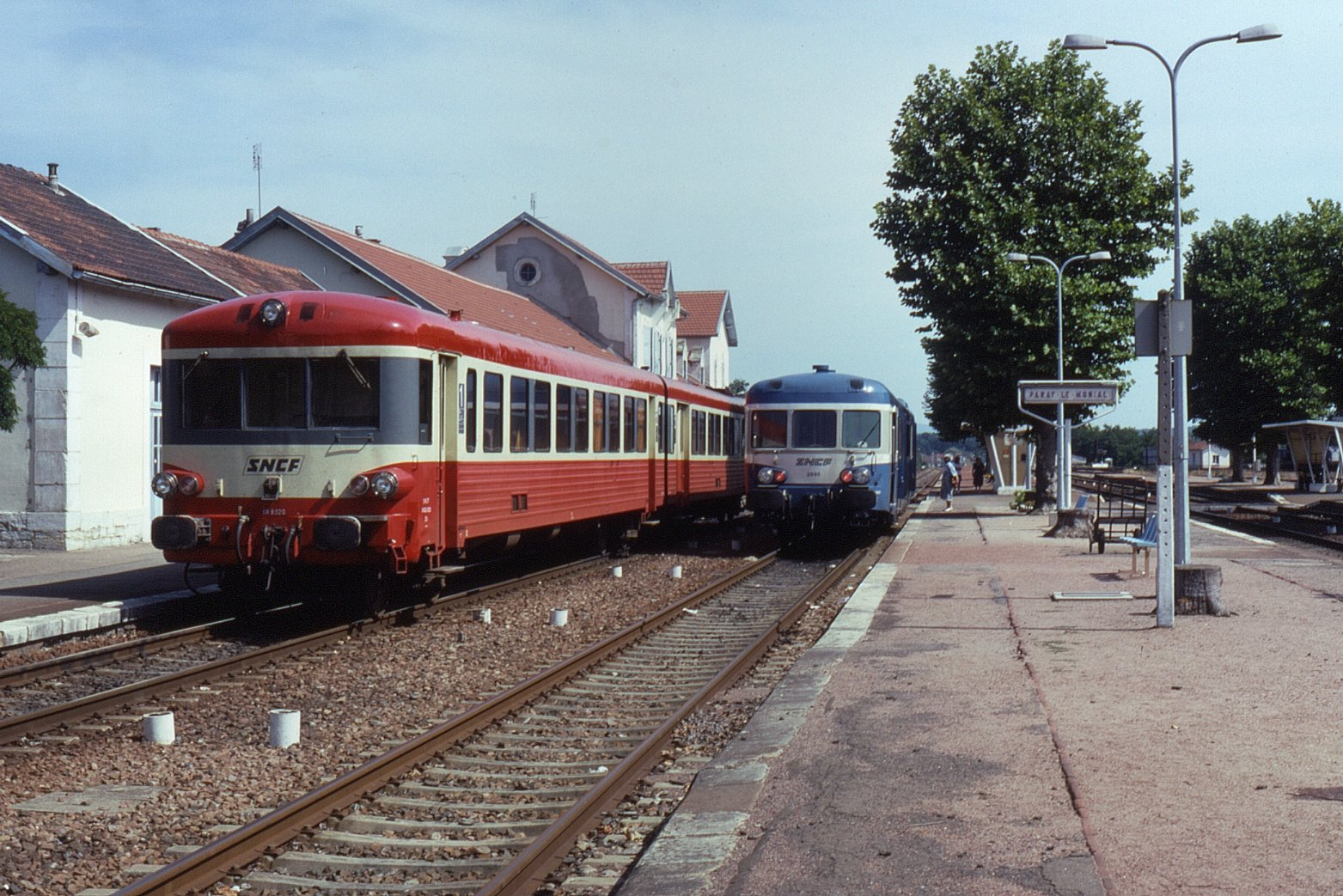
Dieseltriebwagen im Bahnhof Paray-le-Monial (1992)

Am Bahnhof Paray-le-Monial kreuzen sich die Bahnstrecken Moulins–Mâcon und Le Coteau–Montchanin. Außerdem ist er Ausgangspunkt der Bahnstrecke Paray-le-Monial–Givors-Canal nach Givors. Im Regionalverkehr wird der Bahnhof von TER-Zügen bedient.

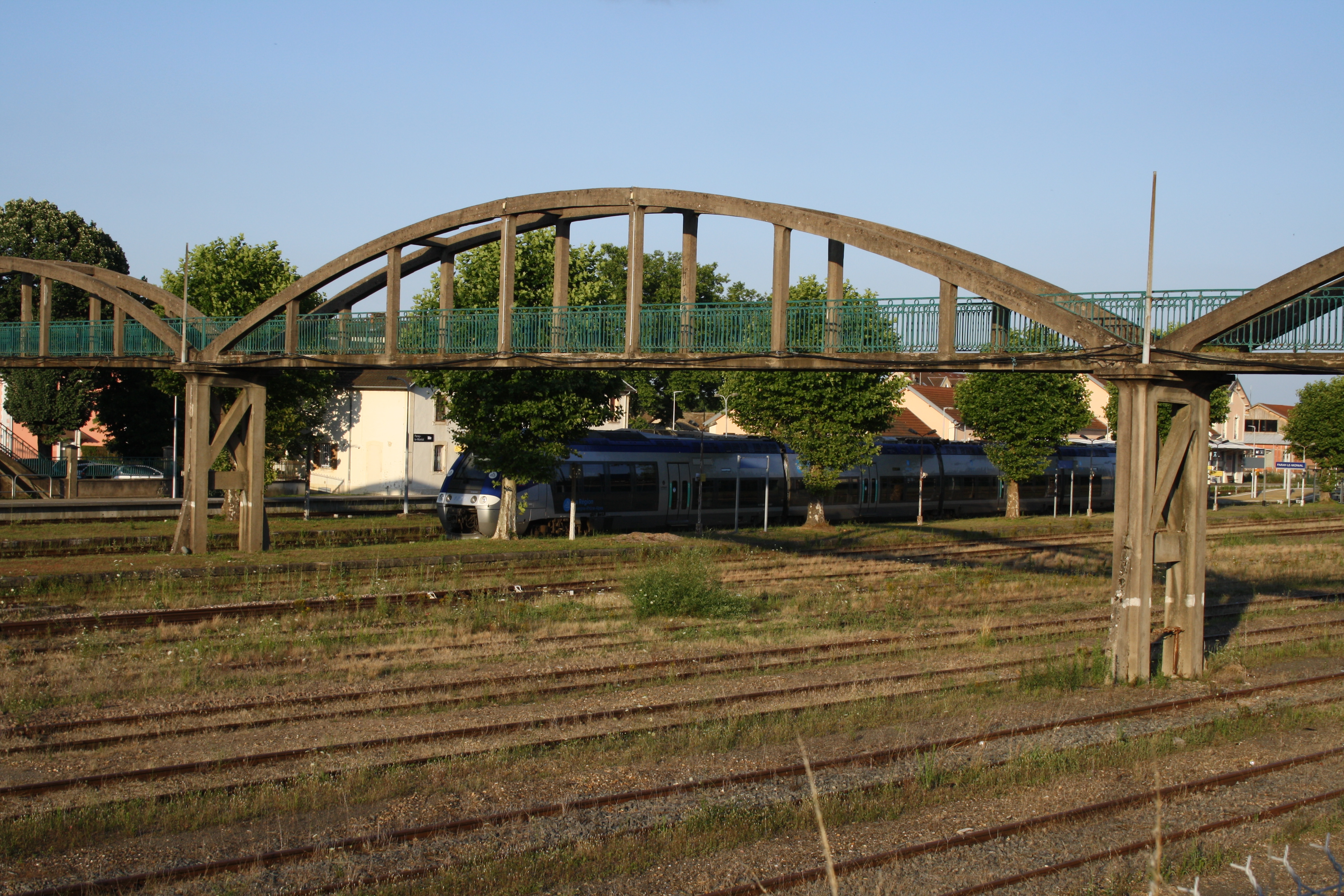
Fußgängerbrücke über das ausgedehnte Bahnhofsgelände

Der von der Eisenbahngesellschaft Compagnie des chemins de fer de Paris à Lyon et à la Méditerranée (P.L.M.) gebaute Bahnhof wurde am 15. September 1867 gemeinsam mit der Strecke Moulins–Paray eröffnet; tags darauf ging die Strecke von Paray nach Montchanin in Betrieb. Am 22. Augst 1870 kam die Strecke nach Mâcon der Compagnie des Dombes et des Chemins de fer du Sud-Est (DSE) hinzu, die 1884 von der P.L.M. übernommen wurde. Mit der Eröffnung des Abschnitts Paray–Lamure-sur-Azergues wurde am 6. September 1900 die letzte Lücke nach Lyon geschlossen. Damit war Paray zu einem wichtigen Kreuzungspunkt geworden und erhielt 1920/21 ein Instandhaltungswerk für Dampflokomotiven.
Am 15. Mai 1939 endete der Personenverkehr auf dem Abschnitt Paray–Cluny der Bahnstrecke nach Mâcon, 1953 über Charolles hinaus auch der Güterverkehr. Mit der Elektrifizierung zahlreicher Eisenbahnstrecken begann nach 1945 auch der Niedergang des Instandhaltungswerks.

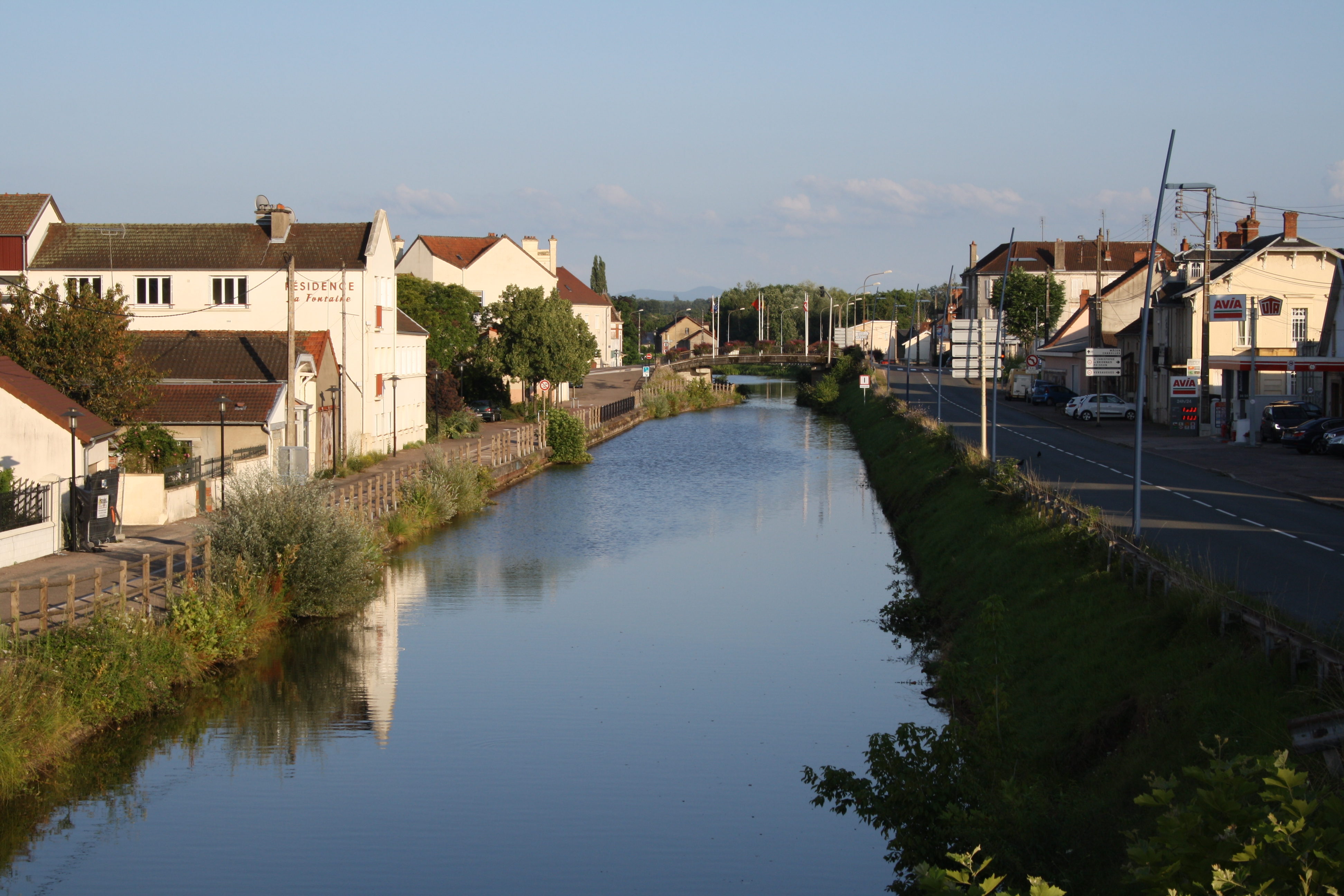
Canal du Centre in Paray-le-Monial

Der Hafen am im späten 18. Jahrhundert gebauten Canal du Centre hatte keine große wirtschaftliche Bedeutung. Die Pénichen brachten vor allem Steinkohle, Steine, Kalk und Dünger. Im Jahr 1913 wurden mit 123 Booten 20.787 Tonnen Waren angeliefert; 17.897 Tonnen, insbesondere Erde, Ziegel, Holz und Industrieprodukte verließen auf diesem Weg die Stadt. Wichtig war er für die Schiffer, die in Paray ihre Vorräte ergänzten, sowie als Ruheplatz für die Pferde und Esel, die die Boote treidelten.

## Sehenswürdigkeiten
- Basilika Sacré-Coeur

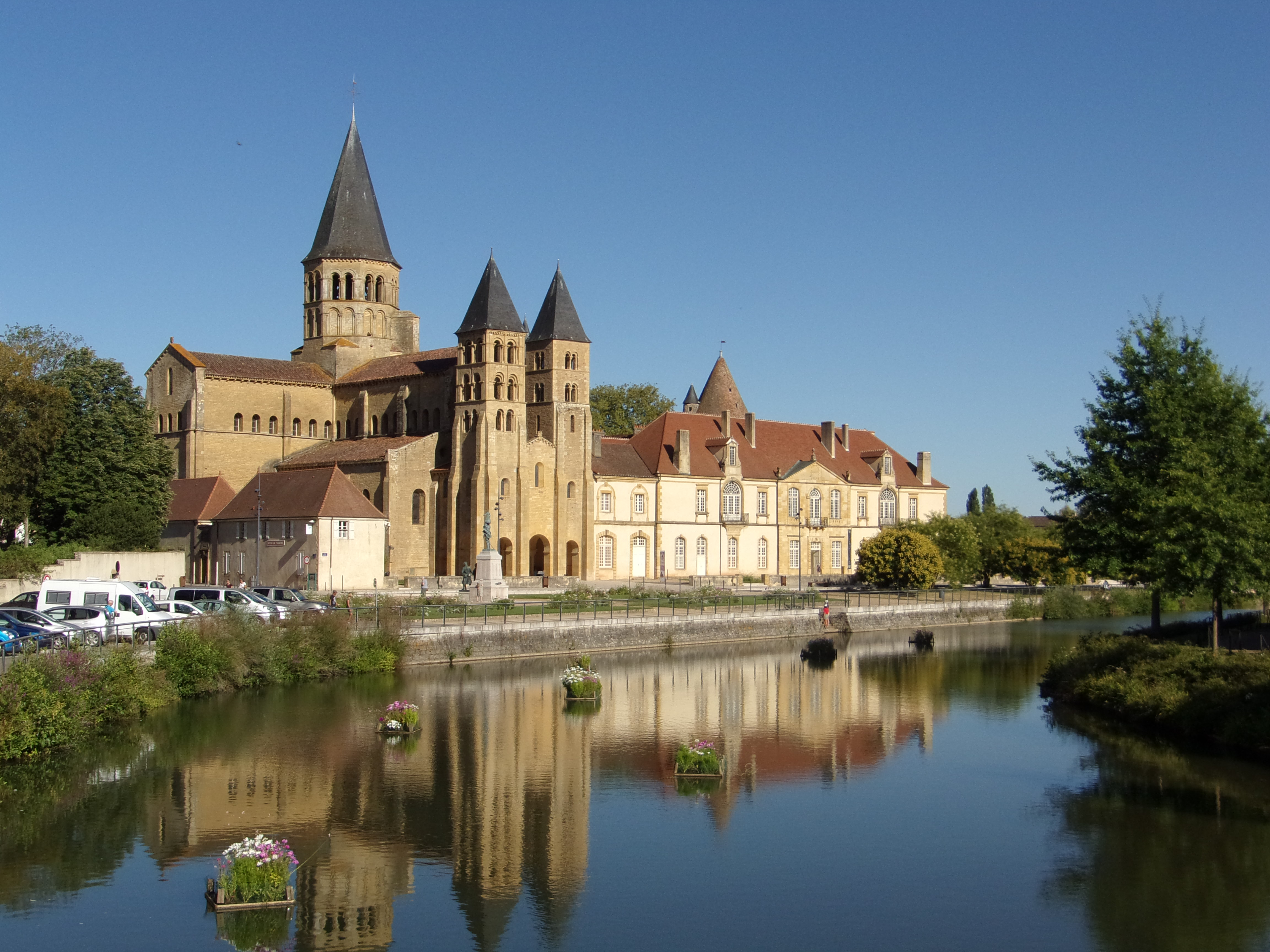
Basilika Sacré-Coeur

- Tour Saint-Nicolas aus dem 16. Jahrhundert
- Rathaus aus dem 16. Jahrhundert im historischen Altstadtkern, das ehemalige Stadthaus des reichen Tuchmachers Jayet, im Stil der frühen Renaissance, mit seiner gelblichen Fassade, ist vor allem durch seine Verzierungen interessant. Muschelornamente und Medaillons mit den Porträts französischer Könige überziehen die gesamte Fassade.
- Musée du Hiéron, ein Museum für sakrale Kunst
- Theater aus dem 19. Jahrhundert
- Musée d’Art et d’Industrie Paul Charnoz (Keramikmuseum)

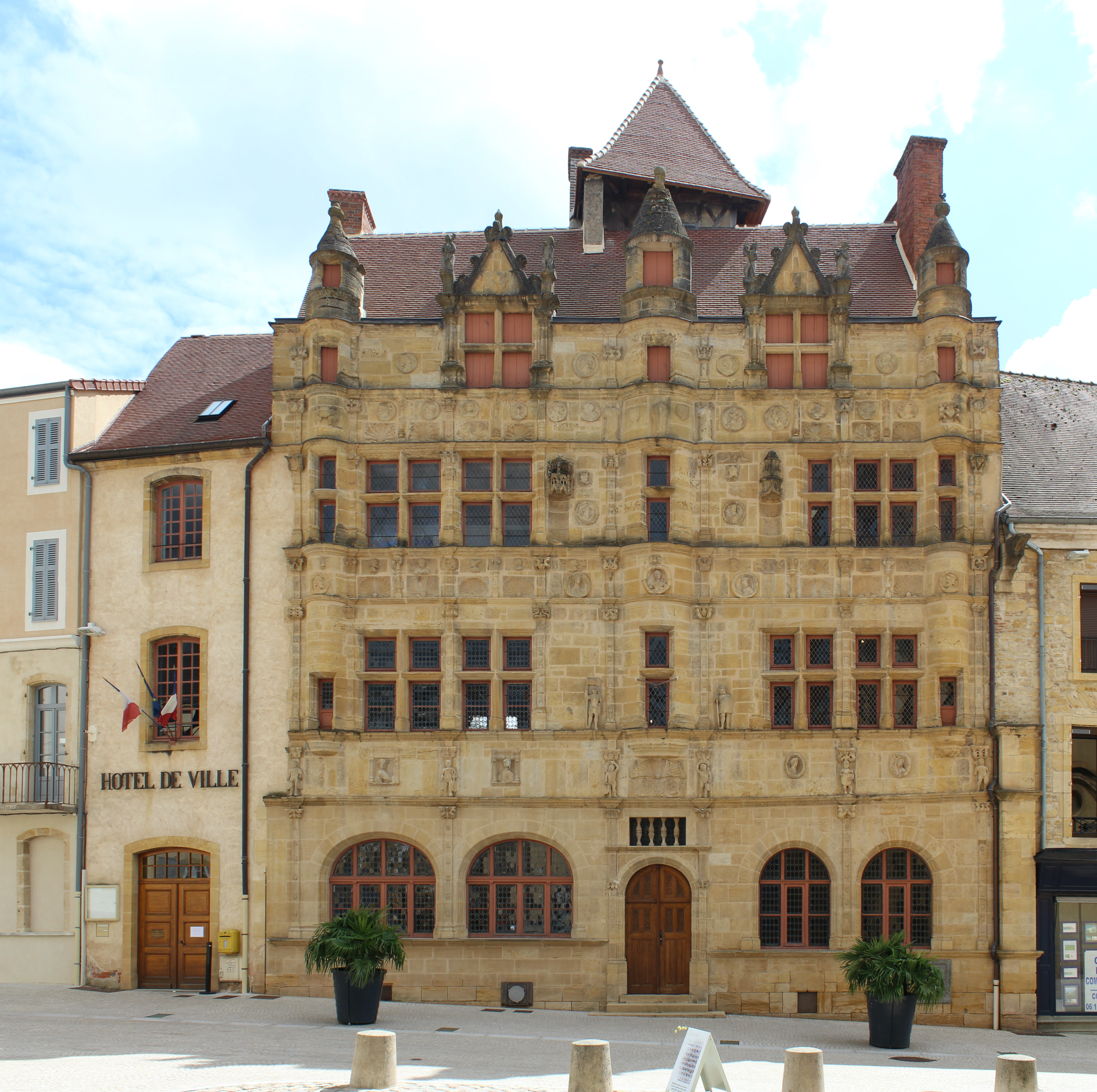
Rathaus
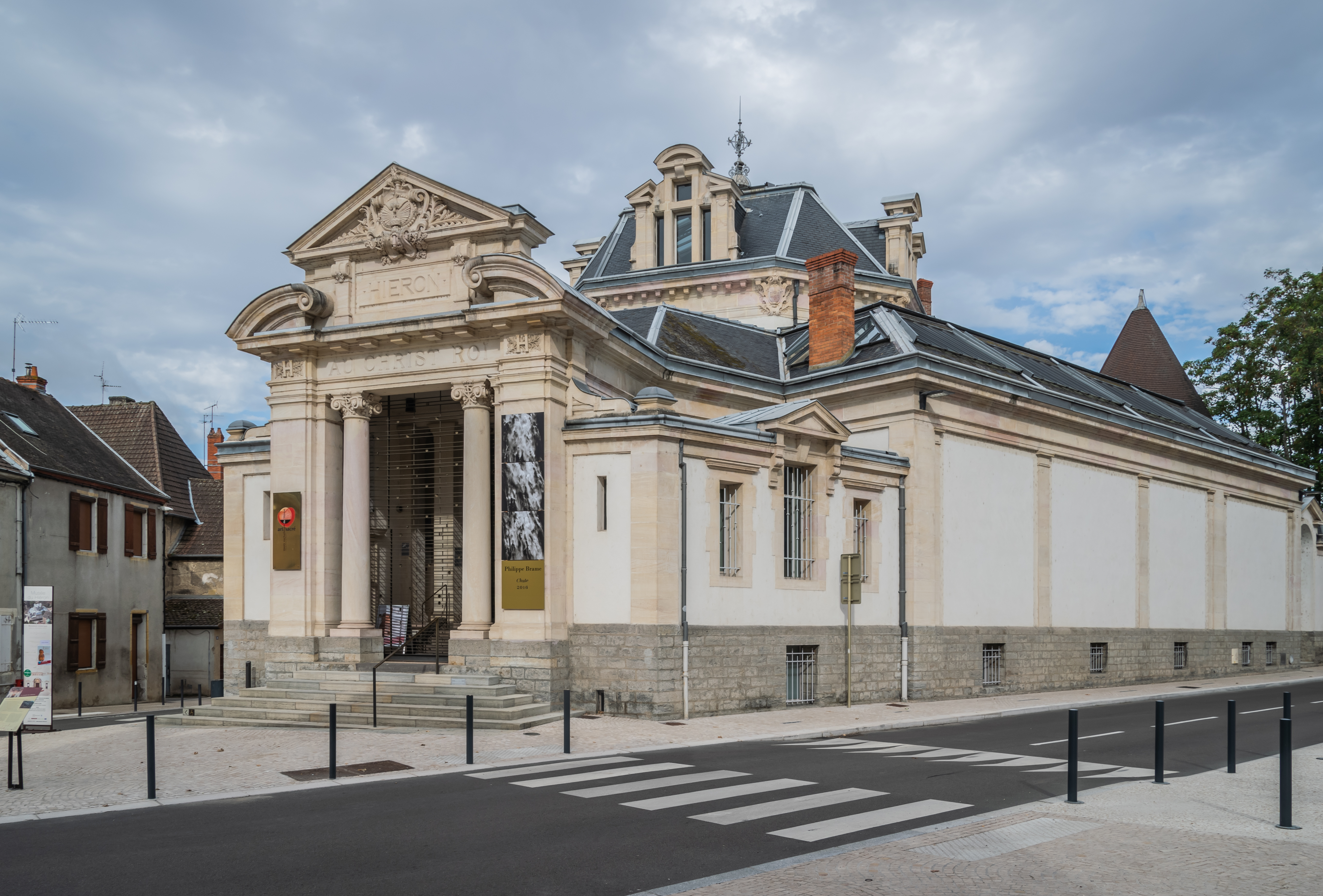
Musée du Hiéron

## Sport
In der Stadt befindet sich eine Pferderennbahn, die von der Société des Courses Hippiques de Paray-le-Monial betrieben wird.

## Städtepartnerschaften
Die Partnerstädte sind:
- Bad Dürkheim, Deutschland
- Bethlehem, Palästinensische Autonomiegebiete
- Payerne, Schweiz
- Wells, Vereinigtes Königreich

## Persönlichkeiten
- Léon-Benoit-Charles Thomas (1826–1894), römisch-katholischer Geistlicher, Erzbischof von Rouen 1883–1894, Kardinal
- Jean-Pierre Boyer (1827–1896), römisch-katholischer Geistlicher, Erzbischof von Bourges 1893–1896, Kardinal
- Gérard Ducarouge (1941–2015), Ingenieur und Rennwagen-Konstrukteur
- Jérémy Acédo (* 1987), Fußballspieler